# Poço das Andorinhas
Poço das Andorinhas é uma piscina natural formada por uma queda d'água no leito do rio Água Suja na cidade brasileira de Rio de Contas, Chapada Diamantina, região central da Bahia, uma das atrações turísticas ali.

## Descrição
Fica situada no distrito de Arapiranga, cerca de 25 quilômetros da sede da cidade. Sua trilha é de nível de dificuldade médio, com cerca de meia hora de caminhada. É considerada uma das belas atrações naturais da cidade.
O lugar possui ainda uma bela flora, com exemplares endêmicos e alguns que ainda não foram registradas, razão pela qual o turismo ali deve ser feito com cuidado.